# Maximilien Lion
Pour les articles homonymes, voir Lion (homonymie).
Maximilien Alexandre Léopold Lion est un architecte français né à Paris le 30 novembre 1811 et mort le 19 juillet 1843.

## Biographie
Maximilien Lion est le fils de Louis Alexandre Lion et de Cécile Louise Cornichon.
Il a été l'élève d'Achille Leclère. Il est admis à l'École des beaux-arts le 5 décembre 1828. Il en sort le 17 août 1832.
Il est architecte à Paris, attaché à la Commission des Monuments historiques. En 1841, il est envoyé en mission à Périgueux pour faire le point sur la situation de la cathédrale Saint-Front après les restaurations commencées par Louis Catoire. Dans son rapport du 10 août 1842, il juge que l'état de la tour est mauvais et conseille d'intervenir rapidement. Il juge par ailleurs qu'à part quelques fissures, l'édifice présente un assez bon état de conservation. Il propose de supprimer la toiture recouvrant les coupoles.
Il est chargé de la restauration de la collégiale Saint-Vulfran d'Abbeville, de Saint-Riquier, de Saint-Nicolas de Blois, de Poix, de la tour de l'abbatiale Saint-Sauveur de Charroux, de l'église Notre-Dame-la-Grande de Poitiers, de monuments à Saintes. Il a restauré le portail de l'église Saint-Nicolas de Civray en le démontant pierre à pierre.
Il restaure le château d'Écouen en 1842. Il postule le 7 novembre 1842 pour un poste d'inspecteur sur le chantier de la cathédrale Notre-Dame de Paris.
Il expose son projet de restauration du château d'Écouen au Salon de 1841. En 1842, il expose au Salon des artistes français et obtient une médaille d'or pour des travaux d'architecture gothique. Au Salon de 1843 il expose État actuel de la Sainte-Chapelle du château de Vincennes avec un plan, une coupe et deux élévations.